# Geohowdenius egeriei
Geohowdenius egeriei är en skalbaggsart som beskrevs av Ernst Friedrich Germar 1824. Geohowdenius egeriei ingår i släktet Geohowdenius och familjen tordyvlar. Inga underarter finns listade i Catalogue of Life.

## Bildgalleri

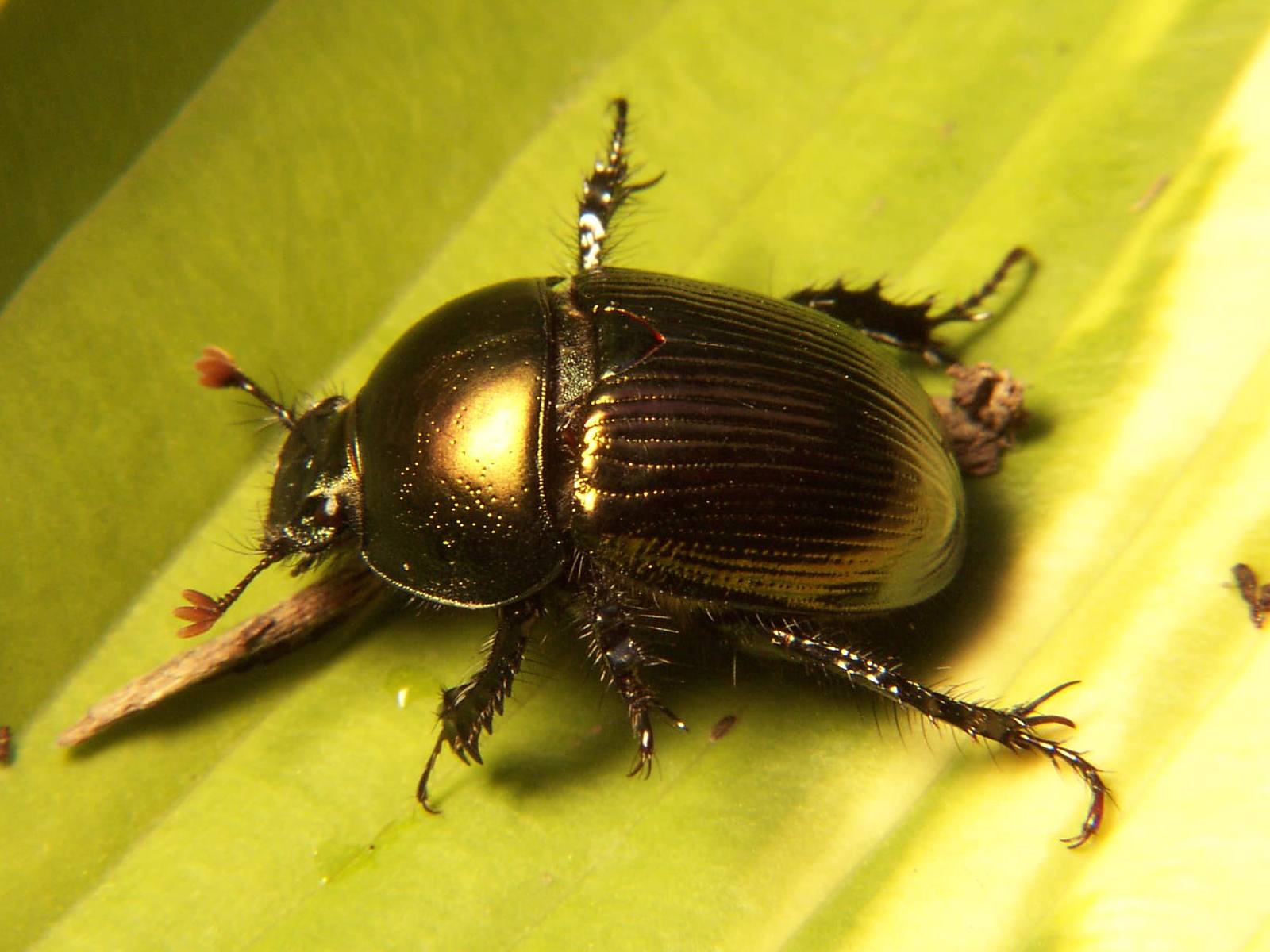